# Alaiza Pashkevich
Alaiza Pashkevich (o Ciotka; en bielorruso: Алаіза Пашкевіч o Ałaiza Paškievič 15 de julio de 1876 - 5 de noviembre de 1916) fue una poeta bielorrusa y activista política del renacimiento democrático nacional bielorruso.

## Biografía
Alaiza Pashkievich nació en el seno de una rica familia szlachta. Se graduó en la escuela privada de Vilna V. Prozaravej. Después de mudarse a San Petersburgo, en 1902, se graduó por libre en el Gymnasium Alexandria para niñas y se incorporó a la escuela para maestros de educación física, Lieshafta AF (1902–04). 
Pashkievich fue una de los fundadores de la Asamblea Socialista de Bielorrusia. En 1904, dejó la enseñanza y regresó a Vilnius con una conciencia de clase, nacional y como mujer concienciada y desde ese momento, "la cuestión de la mujer" fue una parte importante de sus ideas sobre la justicia social. Organizó grupos de trabajadores, escribió y promovió proclamas antigubernamentales, y participó en debates y reuniones políticas. Debido a su activismo político, se vio obligada a emigrar a Galicia, que entonces formaba parte del Imperio Austrohúngaro. Ella vivía en Lviv. Pashkievich comenzó a enseñar como estudiante libre en la Facultad de Filosofía de la Universidad de Lviv. En 1906, publicó dos colecciones de poemas, Хрэст на свабоду y Скрыпка беларуская en Zhovkva. Al mismo tiempo, viajó ilegalmente a Vilnius, donde participó en la publicación del periódico Nasha Dola. Su primer número incluyó su historia El juramento de garras sangrientas. 
Entre 1908 y 1909 vivió en Cracovia y estudió en la Facultad de Humanidades de la Universidad Jaguelónica. En 1911, se casó con Steponas Kairys, un ingeniero lituano y activista socialdemócrata. En el mismo año, regresó a Bielorrusia y se unió a actividades educativas nacionales. Actuó con el teatro Bajnicki en varias partes de Bielorrusia. También fue la fundadora y primera editora de Łučynka, una revista bielorrusa para niños y adolescentes. 
Durante la Primera Guerra Mundial, Alaiza Pashkievich trabajó como Hermana de la Caridad en un hospital militar en Vilna. A principios de 1916, viajó con sus padres y ayudó a los aldeanos enfermos de tifus.También cayó enferma de tifus y murió el 5 de febrero de 1916. 

## Obra
- "El violín bielorruso" (Скрыпка Беларуская)
- "Para ustedes, vecinos" (Вам, суседзі)
- "Verano" (Лета)
- "Mis pensamientos" (Мае думкі)
- "La fe de un bielorruso" (Вера беларуса)
- "El hombre no ha cambiado" (Мужык не зьмяніўся)
- "En el cementerio" (На магіле)
- "Al otro lado" (На чужой старонцы)
- "Otoño" (Восень)
- "Artista Grajka" (Артыст грайкa)
- "Cruz a la libertad" (Хрэст на свабоду)
- "Mar" (Мора)
- "Buenas noticias" (Добрыя весці)
- "Un rebelde" (Бунтаўнік)
- "Con el estandarte" (Пад штандарам)
- "En la víspera de Año Nuevo" (Перад Новым годам)
- "Lasy" (Лясы)